# Завірюха

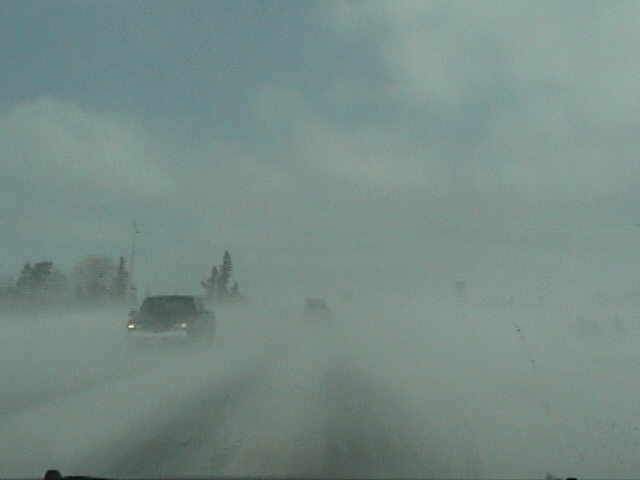
Низова завірюха на дорозі

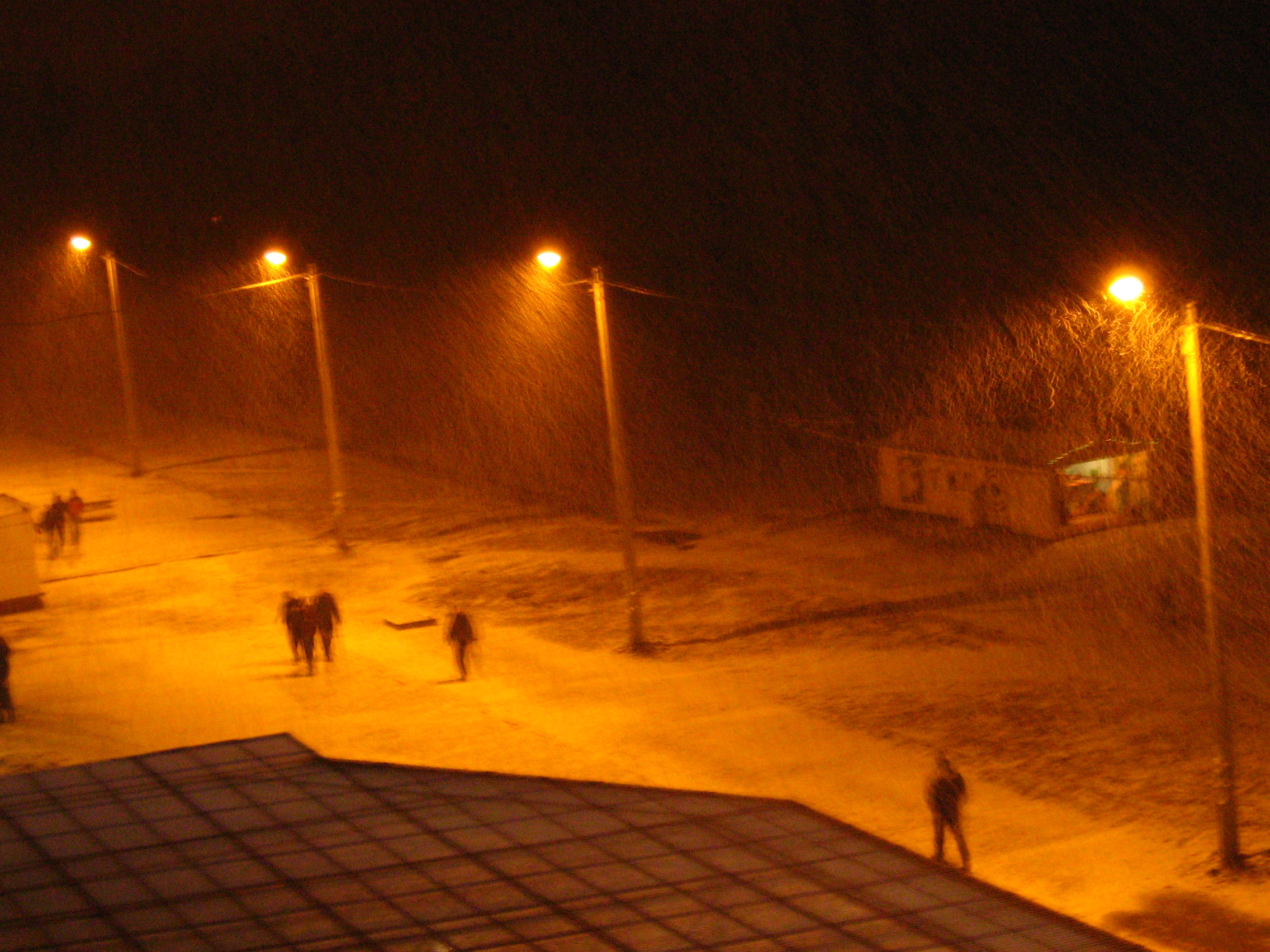
Верхова завірюха зі снігопадом у Харкові вночі

Завірю́ха (заметі́ль, мете́лиця, хуртови́на, снігові́й, ві́хола, розм. снігови́ця, хурде́лиця, хурте́ча) — це небезпечне атмосферне явище, що являє собою перенесення вітром снігу над поверхнею землі з погіршенням видимості. Хуртовини зменшують видимість на дорогах, заважають роботі транспорту.
У хуртовині може брати участь як сніг, що лежить на землі, так і сніг, який падає з хмар. За цією ознакою розрізняють:
- поземок, коли більшість сніжинок піднімається на кілька сантиметрів над сніжним покривом
- низову завірюху, якщо сніжинки піднімаються до 2 м і вище;
- верхову або загальну завірюху — випадання снігу при сильному вітрі над землею.

## Інтенсивність завірюхи
Інтенсивність завірюхи залежить від швидкості вітру, турбулентності вітрових потоків, інтенсивності снігопаду, форми та розміру частинок снігу (сніжинок), вологості повітря та ін. факторів. Снігоперенос — загальна маса снігу, яка переноситься через один метр фронту снігового потоку вздовж поверхні землі протягом 1 секунди. За максимальним снігопереносом виділяють такі типи завірюхи:
| Інтенсивність | Швидкість вітру, м/с | Максимальне снігоперенесення, кг/(м•с) |
| ------------- | -------------------- | -------------------------------------- |
| Слабка        | 0-10                 | до 0,2                                 |
| Звичайна      | 10-20                | до 0,4                                 |
| Сильна        | 20-30                | до 1,2                                 |
| Дуже сильна   | 30-40                | до 2,0                                 |
| Надсильна     | 40-90                | понад 2,0                              |

## Заметілі в Україні
В Україні заметілі виникають при виході на територію країни циклону з півдня і південного заходу або переміщенні окремих циклонів з півночі або північного заходу. Найчастіші заметілі відбуваються на північному сході України, де в середньому за рік буває від 20 до 25 днів із заметіллю. У напрямку до південного заходу число днів із заметіллю помітно зменшується (до 5 і менше). З підвищенням рельєфу місцевості число днів із заметіллю зростає. Ця закономірність виявляється в Криму, Карпатах на Донецькому кряжі і Приазовській височині. У горах заметілі бувають і у вересні. На рівнинах ранні заметілі можна спостерігати в жовтні, а на їхньому крайньому заході і півдні — у листопаді. На Південному березі Криму під прикриттям гір заметілей не буває.